# Cheshire West and Chester
Cheshire West and Chester ist eine Unitary Authority mit dem Status eines Borough in der Grafschaft Cheshire in England. Verwaltungssitz ist die Stadt Chester.
Cheshire West and Chester wurde am 1. April 2009 durch die Fusion der drei Districts Chester, Ellesmere Port and Neston und Vale Royal gebildet. Gleichzeitig wurde der Grafschaftsrat (County Council)  von Cheshire aufgehoben und seine Kompetenzen, soweit sie das Gebiet von Cheshire West and Chester betreffen, auf den Rat von Cheshire West and Chester (Cheshire West and Chester Council) übertragen. Seitdem ist Cheshire in die vier Unitary Authorities Cheshire East, Cheshire West and Chester, Warrington und Halton gegliedert.

## Bedeutende Orte
- Chester
- Ellesmere Port
- Frodsham
- Helsby
- Neston
- Parkgate
- Northwich
- Winsford